# Ramsey Clark
Pour les articles homonymes, voir Clark.
William Ramsey Clark, né le 18 décembre 1927 à Dallas et mort le 9 avril 2021 à Greenwich Village (New York), est un juriste et homme politique américain. Membre du Parti démocrate, il est procureur général adjoint des États-Unis entre 1965 et 1967, puis procureur général des États-Unis entre 1967 et 1969 dans l'administration du président Lyndon B. Johnson.

## Biographie

### Jeunesse et études
Ramsey Clark est né à Dallas (Texas), le 18 décembre 1927. Il est le fils du juriste Tom C. Clark et de son épouse Mary Jane (née Ramsey). Le père de Clark a été procureur général des États-Unis de 1945 à 1949 sous le président Harry S. Truman, puis est devenu juge de la Cour suprême en août 1949. Son grand-père maternel était William Franklin Ramsey, qui a siégé à la Cour suprême du Texas, tandis que son grand-père paternel, l'avocat William Henry Clark, était président de l'Association du barreau du Texas. 
Ramsey Clark a fréquenté le Woodrow Wilson High School à Washington, DC, mais a abandonné à l'âge de 17 ans afin de rejoindre le Corps des Marines des États-Unis, voyant l'action en Europe occidentale dans les derniers mois de la Seconde Guerre mondiale ; il a servi jusqu'en 1946. De retour aux États-Unis, il a obtenu un Bachelor of Arts (licence) de l'université du Texas à Austin en 1949, un Master of Arts en histoire américaine de l'université de Chicago et un doctorat en droit de la faculté de droit de l'université de Chicago en 1950 et 1951, respectivement. Pendant qu'il était à l'université du Texas, il était membre de la Fraternité internationale Delta Tau Delta.
Il a été admis au barreau du Texas en 1950 et a été admis à pratiquer devant la Cour suprême des États-Unis en 1956. De 1951 à 1961, Clark a exercé le droit en tant qu'associé et associé au cabinet d'avocats de son père au Texas, Clark, Reed and Clark.

### Ministre de la Justice
Militant des droits de l'homme proche du mouvement des droits civiques, il devient ministre de la Justice au sein de l'administration Johnson et est l'un des architectes du Voting Rights Act de 1965 et de la Civil Rights Act de 1968, deux lois historiques qui mirent fin aux discriminations institutionnelles subies par les Afro-américains. 
Il s'engage également contre la discrimination dans le logement et l'emploi et s'oppose à la peine de mort.

### Engagement anti-guerre
Opposé aux guerres américaines à l'étranger, il participe dans les années 1990 à la fondation de l'International Action Center de New York, une organisation connue en 1999 pour ses manifestations condamnant le bombardement de la Yougoslavie par l'OTAN sous la direction des États-Unis. Il fut l'un des conseillers juridiques de l'ex-président serbe Slobodan Milosevic avant son procès devant le Tribunal pénal international pour l'ex-Yougoslavie. En 2004, il a été volontaire pour défendre Saddam Hussein devant le Tribunal spécial irakien, puis prendra la défense du dirigeant libyen Mouammar Kadhafi. Il explique au sujet de ces engagements impopulaires : « Pendant 30 ans, j'ai soutenu l'idée et travaillé à la création d'une cour pénale internationale à compétence universelle, indépendante de toute influence politique et ayant le pouvoir de poursuivre les hauts et les puissants ainsi que les faibles et les vaincus. L'égalité est la mère de la justice. S'il n'y a pas d'égalité en droit, il n'y a pas de justice. » Le 5 décembre 2012, il est décoré de la Médaille du drapeau serbe par Tomislav Nikolić.

### Fin de vie et mort
Ramsey Clark vivait à Greenwich Village, un quartier de New York, où il meurt le 9 avril 2021, à l'âge de 93 ans,.